# Mario Van Peebles
Mario Cain Van Peebles (Città del Messico, 15 gennaio 1957) è un attore, regista, sceneggiatore, produttore cinematografico e produttore televisivo statunitense.
Come regista ha diretto film che narrano dei problemi della droga e della violenza nella comunità afroamericana (New Jack City) e delle Pantere Nere (Panther). Nel 1991 è stato inserito dalla rivista People tra i 50 uomini più belli del mondo.

## Biografia
È nato a Città del Messico il 15 gennaio 1957 figlio dell'attore e cineasta afro-americano Melvin Van Peebles e dell'attrice tedesca Maria Marx. I genitori si conobbero in Germania, ove il padre svolgeva il servizio militare, ed in seguito si trasferirono in Messico, abitandovi per un certo periodo. Poco dopo la nascita di Mario, la famiglia Van Peebles si spostò negli Stati Uniti, stabilendosi definitivamente a San Francisco, in California. Mario debuttò come attore nel 1971, a 14 anni, interpretando il film Sweet Sweetback's Baadasssss Song, diretto dal padre. Il suo ruolo era quello del protagonista da giovane, e interpretò una scena di sesso con una donna adulta. Come attore ha interpretato complessivamente 70 film.
Nel 1987 debuttò nella regia, dirigendo una puntata della serie televisiva 21 Jump Street. Il suo primo film per il cinema, New Jack City, risale al 1991. Si tratta di un film gangsteristico, una sorta di Scarface afroamericano, interpretato da Wesley Snipes, che riscosse un buon successo di pubblico. Nel 1993 Van Peebles diresse il suo secondo film, Posse - La leggenda di Jessie Lee, un western afroamericano. Nel 1995 girò Panther, un film che racconta la storia delle Pantere Nere.
L'anno successivo diresse insieme al padre il thriller Gang in Blue, che affronta il tema del razzismo presente nella polizia statunitense. Nel 1998 diresse e interpretò la commedia romantica Love Kills e prese parte alla serie Rude Awakening. Nel 2000 recitò nel film Guardian, a fianco di Nancy La Scala, James Remar e Ice-T. Nel 2001 interpretò il ruolo di Malcolm X nel film Alì, biografia di Muhammad Ali. Nel 2004 diresse Baadasssss!, che racconta la storia della travagliata produzione di Sweet Seetback's Baadasssss Song; nel film Mario interpreta il ruolo del padre. Nel 2006 tornò a lavorare con Wesley Snipes, dirigendo il film Hard Luck.

## Filmografia parziale

### Regista

#### Cinema
- New Jack City (1991)
- Posse - La leggenda di Jessie Lee (1993)
- Panther (1995)
- Gang in Blue (co-regia con Melvin Van Peebles) (1996)
- Love Kills (1998)
- Standing Knockdown (1999)
- Baadasssss! (2004)
- Hard Luck - Uno strano scherzo del destino (Hard Luck) (2006)
- Red Sky (2014)
- USS Indianapolis (USS Indianapolis: Men of Courage) (2016)

#### Televisione
- 21 Jump Street – serie TV, 1 episodio (1987)
- Top of the Hill – serie TV (1989)
- CBS Schoolbreak Special – serie TV (1990)
- La legge di Bird – serie TV (1991)
- Robbery Homicide Division – serie TV (2002)
- The First Amendment Project: Poetic License – film TV (2004)

### Attore

#### Cinema
- Sweet Sweetback's Baadasssss Song, regia di Melvin Van Peebles (1971)
- Exterminator 2, regia di Mark Buntzman (1984)
- Cotton Club (The Cotton Club), regia di Francis Ford Coppola (1984)
- Servizio... a domicilio (Delivery Boys), regia di Ken Handler (1985)
- Rappin', regia di Joel Silberg (1985)
- South Bronx Heroes, regia di William Szarka (1985)
- 3:15, regia di Larry Gross (1986)
- Una pazza vacanza di Natale (Last Resort), regia di Zane Buzby (1986)
- Gunny, regia di Clint Eastwood (1986)
- Hotshot, regia di Rick King (1987)
- Lo squalo 4 - La vendetta (Jaws: The Revenge), regia di Joseph Sargent (1987)
- Trionfo del cuore (A Triumph of the Heart: the Ricky Bell Story), regia di Richard Michaels (1991)
- New Jack City, regia di Mario Van Peebles (1991)
- Eclisse letale (Full Eclipse), regia di Anthony Hickox (1993)
- Posse - La leggenda di Jessie Lee (Posse), regia di Mario Van Peebles (1993)
- Gunmen - Banditi (Gunmen), regia di Deran Sarafian (1993)
- Col passare del tempo, regia di John Arwood (1994)
- Highlander 3, regia di Andrew Morahan (1994)
- Gunmen - doppia azione, regia di Deran Sarafian (1994)
- Panther, regia di Mario Van Peebles (1995)
- Solo, regia di Norberto Barba (1996)
- Gang in Blue, regia di Melvin Van Peebles e Mario Van Peebles (1996)
- Omicidi occasionali (Stag), regia di Gavin Wilding (1997)
- Valentine's day, regia di Duane Clark (1998)
- Mama Flora, regia di Peter Warner (1998)
- Killers in the house, regia di Michael Schultz (1998)
- Catastrofe imminente (Judgment Day), regia di John Terlesky (1999)
- Schegge di pazzia (Raw Nerve), regia di Avi Nesher (1999)
- Blowback, regia di Mark L. Lester (2000)
- Sally Hemings: uno scandalo americano (Sally Hemings: An American Scandal), regia di Charles Haid (2000)
- Guardian, regia di John Terlesky (2000)
- Alì, regia di Michael Mann (2001)
- 44 minutes: The North Hollywood shoot-out, regia di Yves Simoneau (2003)
- The Hebrew Hammer , regia di Jonathan Kesselman (2003)
- Baadasssss!, regia di Mario Van Peebles (2003)
- Carlito's Way - Scalata al potere (Carlito's Way: Rise to Power), regia di Michael Bregman (2005)
- Hard Luck - Uno strano scherzo del destino (Hard Luck), regia di Mario Van Peebles (2006)
- Sharpshooter - Il cecchino (Sharpshooter), regia di Armand Mastroianni (2007)
- Across the Line, regia di R. Ellis Frazier (2010)
- Seized - Sotto ricatto, regia di Isaac Florentine (2020)

#### Televisione
- Crosscurrent, regia di Jerry Thorpe – film TV (1971)
- The Sophisticated Gents – serie TV (1981)
- Una vita da vivere – serie TV (1982)
- Children of the Night, regia di Robert Markowitz – film TV (1985)
- I Robinson (The Cosby Show) (episodio: Clair's Sister) – serie TV (1985)
- D.C. Cops, regia di Mel Damski – film TV (1986)
- Avvocati a Los Angeles (L.A. Law) – serie TV, 4 episodi (1986)
- The Facts of Life Down Under, regia di Stuart Margolin – film TV (1987)
- Sonny Spoon – serie TV, 15 episodi (1988)
- Law & Order - I due volti della giustizia – serie TV (episodio: Il libro insanguinato) (2007)
- Damages – serie TV (2009)
- C'era una volta – serie TV, episodi 3x16,4x06,4x10 (2014)
- Superstition – serie TV, 12 episodi (2017-2018)
- Deception – serie TV, 10 episodi (2018)
- Z Nation – serie TV, 3 episodi (2018)

### Sceneggiatore
- Hard Luck - Uno strano scherzo del destino (Hard Luck) (2006)

### Produttore
- Hard Luck - Uno strano scherzo del destino (Hard Luck) (2006)
- Superstition – serie TV (2017-2018)

## Doppiatori italiani
Nelle versioni in italiano delle opere in cui ha recitato, Mario Van Peebles è stato doppiato da:
- Massimo Corvo in Posse - La leggenda di Jesse Lee, Highlander 3
- Antonio Palumbo in Carlito's Way - Scalata al potere, Across the Line
- Luca Ward in Blowback
- Stefano Mondini in Alì
- Massimo De Ambrosis in Rude Awakening
- Gianni Giuliano in Gunny
- Sandro Acerbo ne Lo squalo 4 - La vendetta
- Marco Mete in Gunmen - Banditi
- Roberto Draghetti in Damages
- Edoardo Nordio ne Il risolutore
- Roberto Certomà in Bloodline
- Luca Violini in Seized - sotto ricatto